# 艾赫泰里动物园
艾赫泰里动物园（芬蘭語：Ähtärin eläinpuisto）是位于芬兰中西部艾赫泰里市的一座动物园。动物园里有60多种不同的动物，其中最著名的是棕熊。大部分的动物是典型生活在北方针叶林里的种类。动物园每年访客大约有15万人次。
动物园距离艾赫泰里市中心东部大约五公里处，芬兰国道18号旁。前往动物园有一个专门的火车停靠站（名为Eläinpuisto-Zoo），每天各有3趟区域火车前往西边的塞伊奈约基和东边的于韦斯屈莱。
2017年4月5日中国国家主席习近平访问芬兰时，中芬签署了在大熊猫合作研究等领域双边合作的协议，同意向芬兰租借一对大熊猫，为期15年。预计大熊猫将于2017年底到达芬兰，并栖息于艾赫泰里动物园。为此动物园将耗资800万欧元来建设熊猫馆。
2018年1月18日雄性大熊猫“华豹”和雌性大熊猫“金宝宝”抵达赫尔辛基-万塔机场，随后运往位于赫尔辛基以北约300公里的艾赫泰里动物园。

## 图集

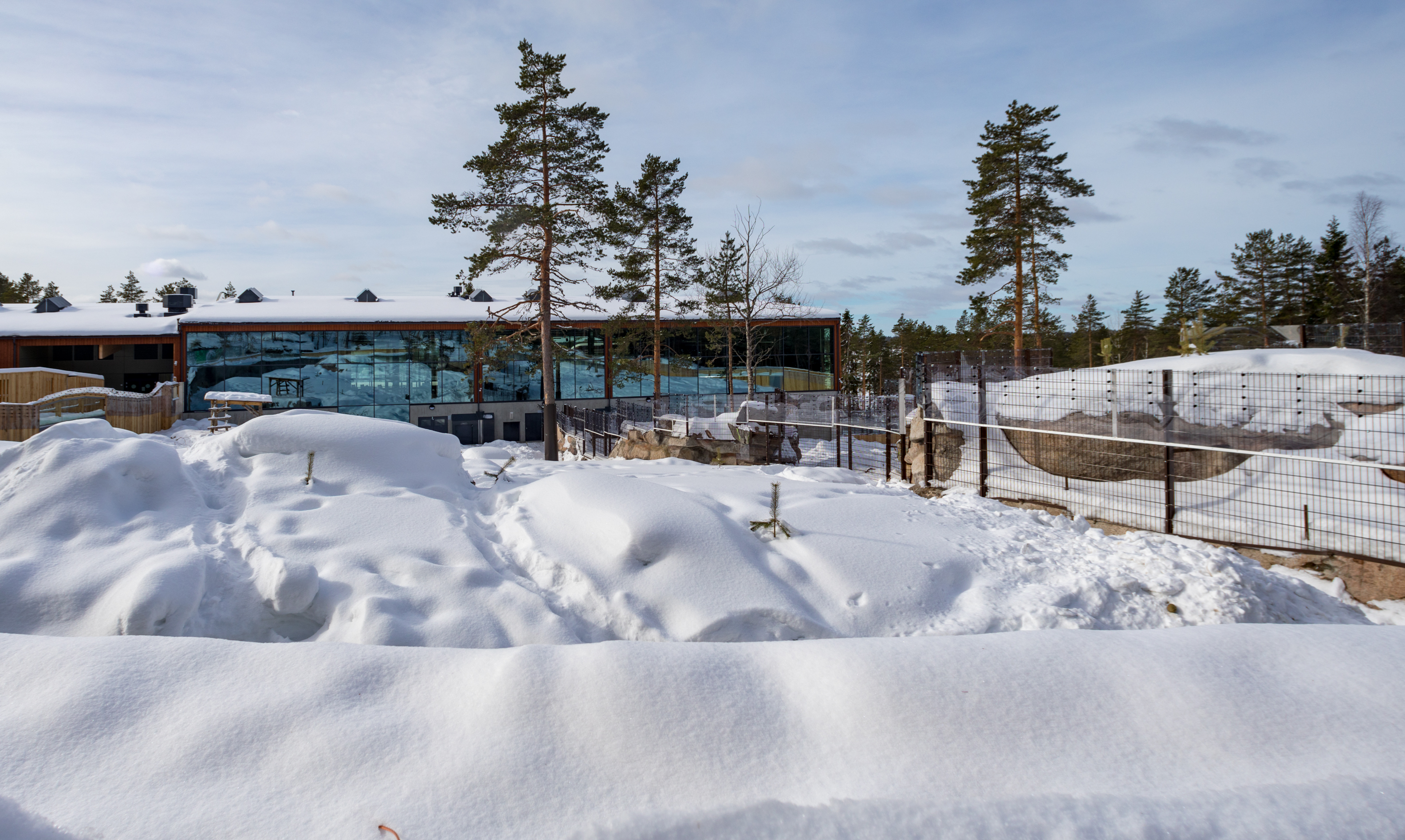
动物园内的熊猫馆
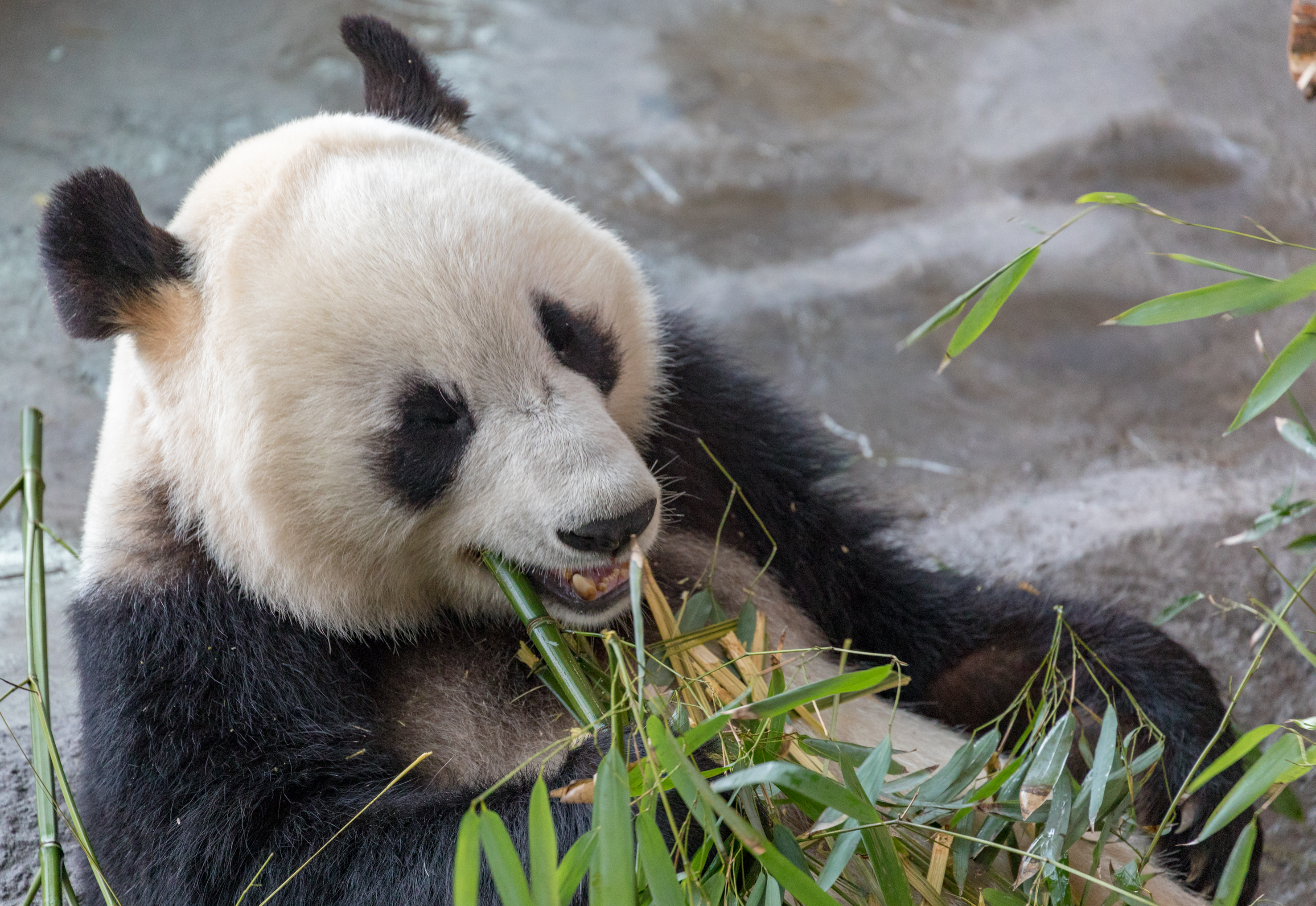
动物园内的熊猫
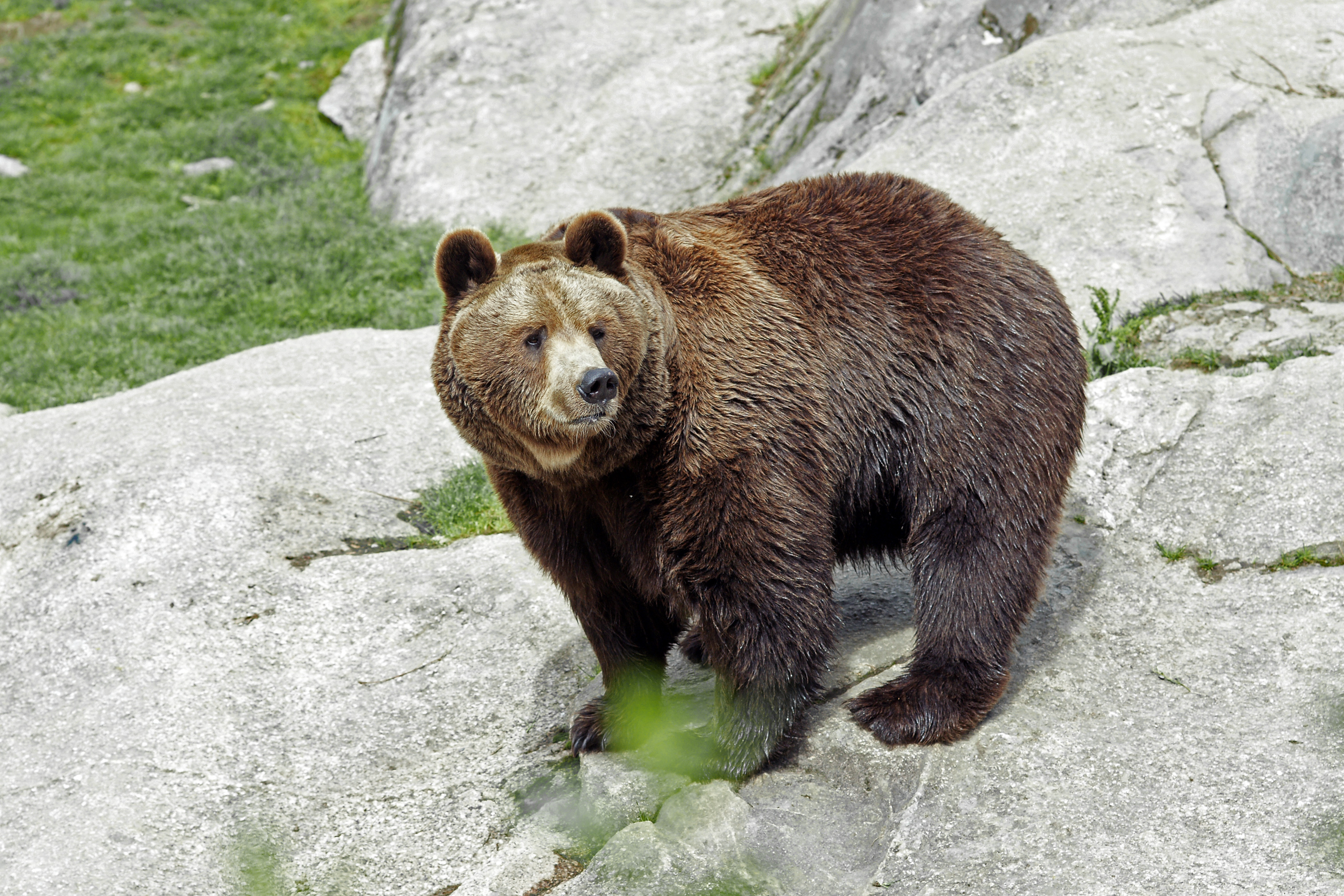
动物园内的棕熊
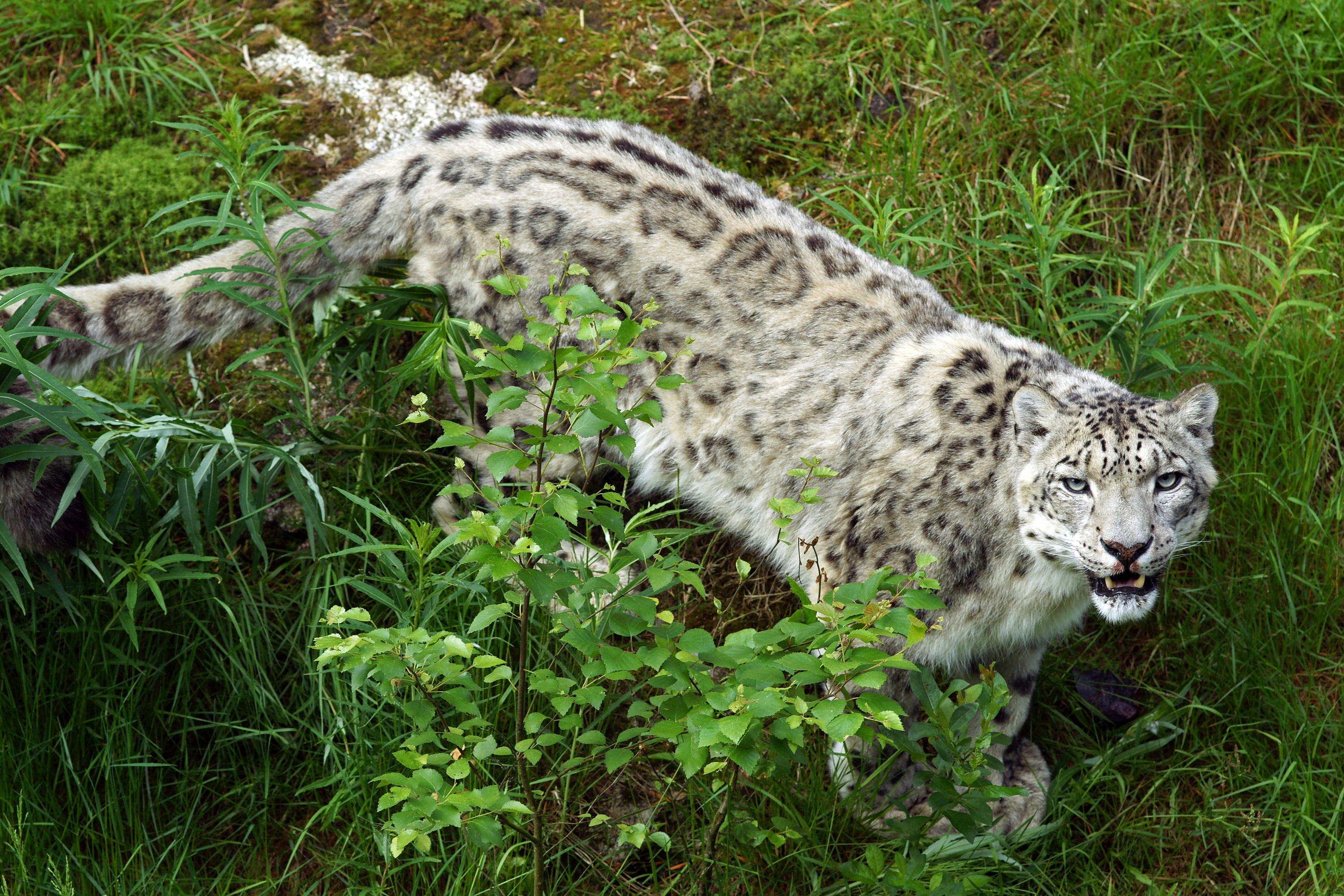
动物园内的雪豹